# توکاماچی، نیگاتا
توکاماچی در استان نیگاتا در کشور ژاپن واقع شده‌است  که دارای جمعیت ۶۰٬۴۸۰ نفر و مساحت ۵۸۹٫۹۲ کیلومتر مربع با تراکم جمعیت ۱۰۳  نفر در کیلومترمربع است و در تاریخ ۱ آوریل ۲۰۰۵ به عنوان شهر شناخته شد.